# William Marion Jardine
Pour les articles homonymes, voir Jardine.
Ne doit pas être confondu avec William Jardine ou William Jardine (naturaliste).
William Marion Jardine, né le 16 janvier 1879 dans le comté d'Oneida (Idaho) et mort le 17 janvier 1955 à San Antonio (Texas), est un homme politique américain. Membre du Parti républicain, il est secrétaire à l'Agriculture entre 1925 et 1929 dans l'administration du président Calvin Coolidge puis ambassadeur des États-Unis en Égypte entre 1930 et 1933.

## Biographie
William Marion Jardine naît le 16 janvier 1879 dans le comté d'Oneida, en Idaho. Il est le fils de William et de Rebecca Jardine. Diplômé en sciences de l'Agricultural College of Utah en 1904, il devient assistant agronome puis membre du personnel enseignant de cet établissement à partir de 1905. Le 6 septembre de la même année, il épouse Effie Nebecker, dont il a trois enfants.
Travaillant comme assistant céréalier au sein du département de l'Agriculture de 1907 à 1910, poste auquel il tente notamment de remédier à la sécheresse dans les Grandes Plaines, il obtient un poste d'agronome au Kansas State Agricultural College. Après un passage à l'école d'agriculture du Michigan, il retourne à l'université du Kansas où il occupe successivement diverses fonctions jusqu'à celle de président en 1918.
De 1925 à 1929, William Jardine est secrétaire à l'Agriculture des États-Unis dans l'administration du président Calvin Coolidge. Il joue un rôle important dans l'adoption du Cooperative Marketing Act de 1926, destiné à venir en aide aux fermiers en renforçant les coopératives agricoles.
À la demande du président Herbert Hoover, il sert ensuite comme ambassadeur des États-Unis en Égypte de 1930 à 1933. De retour dans son pays, il est nommé trésorier de l'État du Kansas puis président de l'université municipale de Wichita. 
Ayant pris sa retraite en 1949, William Jardine meurt le 17 janvier 1955.